# 皮利希斯多夫
皮利希斯多夫是奥地利下奥地利州米斯特尔巴赫县的一个市镇。总面积14.32平方公里，总人口1057人，人口密度73.8人/平方公里（2005年）。